# الکساندر تریشوویچ
الکساندر تریشوویچ (صربی: Aleksandar Trišović؛ زادهٔ ۲۵ نوامبر ۱۹۸۳) بازیکن فوتبال اهل صربستان است.
از باشگاه‌هایی که در آن بازی کرده‌است می‌توان به باشگاه فوتبال متالیست خارکوف، باشگاه فوتبال چورنومورتس اودسا، باشگاه فوتبال اوورلا اوژهورود، باشگاه فوتبال کریفباس کریفیی ریه، باشگاه فوتبال ستاره سرخ بلگراد، باشگاه فوتبال رادنیشکی نیش، و باشگاه فوتبال بئوگراد اشاره کرد.
وی همچنین در تیم ملی فوتبال صربستان بازی کرده‌است.